# Американська школа економіки
Американська школа, відома як національна система, представляє три різні, взаємопов'язані складові в політиці, політології та філософії. Ця політика існувала з 1790-х по 1970-ті роки, зазнаючи зростання та втрати в різних ступенях і деталях впровадження. Історик Майкл Лінд описує її як послідовну прикладну економічну філософію з логічними та концептуальними зв'язками й іншими економічними ідеями.
Макроекономічна філософія, яка домінувала в національній політиці Сполучених Штатів від громадянської війни до середини XX століття. Цей підхід був тісно пов'язаний з меркантилізмом і його можна розглядати в суперечливій класичній економічній теорії. Він складався з таких трьох основних політик:
1. Захист промисловості через встановлення високих тарифів (особливо в період з 1861 по 1932 рік) а також через субсидії (особливо з 1932 по 1970 рік).
2. Державні інвестиції в інфраструктуру для створення цільових внутрішніх покращень, особливо у сфері транспорту.
3. Національний банк з політикою, яка сприяє зростанню продуктивних підприємств, а не спекуляціям.

Ключові принципи американської школи пропагували Джон Квінсі Адамс та його Національна республіканська партія, Генрі Клей та Партія вігів, а також Авраам Лінкольн через ранню Республіканську партію, яка підтримувала цю економічну систему.

## Історія
Американська Школа економіки представляє спадщину Олександра Гамільтона, який у своїй доповіді про мануфактури стверджував, що США не можуть стати повністю незалежними, доки вони не будуть самозабезпечені всіма необхідними економічними продуктами. Як пізніше визначив сенатор Генрі Клей, який став відомим як батько американської системи через свою віддану підтримку, американська система мала об'єднати націю.
Мета, яку Гамільтон висловив найчіткіше, полягала в тому, щоб політична незалежність, здобута дорогою ціною, не була втрачена через економічну та фінансову залежність від влади. Створення сильного центрального уряду, здатного сприяти науці, винахідництву, промисловості та торгівлі, розглядалося як важливий засіб сприяння загальному добробуту та зміцнення економіки Сполучених Штатів, достатньої для того, щоб вони самі визначали своє майбутнє.
Джефферсон і Медісон рішуче виступили проти програми Гамільтона, але були змушені реалізувати її в життя через ембарго, яке було запроваджене в грудні 1807 року, а також через війну з Великою Британією у 1812 році.
Кілька програм федерального уряду, запроваджених до Громадянської війни, сформували основу для Американської школи. Ці програми включали створення Патентного бюро в 1802 році.
Видатними прихильниками були економісти Фрідріх Ліст (1789—1846) і Генрі Кері (1793—1879). Фрідріх Ліст, визнаний німецький та американський економіст XIX століття, впровадив концепцію «Національної системи» та надалі розвинув її у своїй книзі «Національна система політичної економії». Генрі Кері описав цю концепцію як «Гармонію інтересів» у своїй книзі з такою ж назвою, яка включала гармонію між працею та управлінням, а також між сільським господарством, виробництвом та торгівлею.
Назву «Американська Система» придумав Клей, щоб відрізнити її як школу думки від конкуруючої теорії економіки того часу, «Британської Системи», представленої Адамом Смітом у його праці «Багатство націй».

## Центральна політика
Американська Школа включала три основні політичні пункти:
1. Підтримка промисловості: захист протекціонізму та протидія вільній торгівлі — зокрема, для захисту «молодих галузей» і тих, які стикаються з конкуренцією імпорту з-за кордону.
2. Створення фізичної інфраструктури: державне фінансування внутрішніх вдосконалень для прискорення комерції та розвитку промисловості. Це передбачало регулювання приватної інфраструктури, щоб гарантувати, що вона відповідає потребам нації.
3. Створення фінансової інфраструктури: фінансованим урядом Національного банку для випуску валюти та заохочення торгівлі. Це передбачало використання державних повноважень для регулювання кредиту з метою заохочення розвитку економіки та стримування спекуляції.

Генрі Ч. Кері, провідний американський економіст і радник Авраама Лінкольна, у своїй книзі «Гармонія інтересів» демонструє два додаткові пункти економічної філософії цієї Американської Школи, які відрізняють її від систем Карла Маркса:
1. Державна підтримка розвитку науки та громадської освіти через державну загальну шкільну систему та інвестиції в творчі дослідження через гранти та субсидії.
2. Відмова від класової боротьби на користь «гармонії інтересів» між власниками та робітниками, фермерами та виробниками, заможним класом та робітничим класом.

## Вплив
Американська школа економіки, або маржиналізму, відіграла значну роль у розвитку економічної думки та державної політики XX століття. Її акцент на індивідуальній поведінці, граничних величинах та вільних ринках суттєво вплинув на розуміння функціонування економіки.
В макроекономіці Американська школа дала початок неокласичному синтезу, який поєднав класичні теорії з кейнсіанством. Цей синтез домінував у макроекономічній думці протягом більшої частини XX століття. До його вагомих досягнень належать модель IS-LM, теорія економічних циклів та теорія економічного зростання.
Ідеї Американської школи мали значний вплив на державну політику, сприяючи прийняттю політики вільної торгівлі, дерегуляції та приватизації. Прикладами цього впливу є угода про вільну торгівлю Північної Америки, дерегуляція фінансової галузі в 1980-х роках та приватизація державних підприємств у той же період.
Однак Американська школа економіки не оминула критики. Її засуджують за неоліберальну економічну політику, яка, на думку критиків, призвела до зростання нерівності, соціальної несправедливості та екологічних проблем. Також висловлюється критика за ігнорування соціальних факторів та неспроможність передбачити кризи, подібні до Великої депресії чи світової фінансової кризи 2008 року.
Попри критику, Американська школа економіки залишається однією з найвпливовіших шкіл економічної думки в історії.

## Еволюція
Коли Сполучені Штати вступили в XX століття, Американська Школа була відома під різними назвами, такими як Американська Політика, Економічний націоналізм, Національна Система, Захисна Система, Політика Захисту. Це тривало до 1913 року, коли адміністрація Вудро Вільсона започаткувала свою політику «Нова свобода», в рамках якої Національна банківська система була замінена Федеральною резервною системою, а також знизила тарифи до рівня доходів.
Обрання Воррена Г. Гардінга та Республіканської партії в 1920 році відзначилося частковим поверненням до принципів Американської Школи завдяки відновленню високих тарифів. Подальший крок у цьому напрямку був зроблений президентом Гербертом Гувером, який реагував на провал у 1929 році, та подальші банкрутства банків і безробіття. Підписання закону про тарифи Смута-Хоулі деякі економісти вважали причиною заглиблення Великої депресії, а інші з цим не погоджувалися.
Нова угода продовжила вдосконалення інфраструктури через реалізацію численних проектів громадських робіт. Провели масову реформу банківської системи Федерального резерву, при цьому інвестуючи різними способами в промисловість, щоб стимулювати виробництво та контролювати спекуляції. Було відмовлено від захисних тарифів, замість цього був введений помірний тарифний захист (що становив 20-30 % від звичайного рівня тарифу), спираючись на принцип взаємності було прийнято рішення субсидувати промисловість як альтернативу. Після закінчення Другої світової війни Сполучені Штати стали лідерами у виробництві з мінімальною конкуренцією.
У 1973 році, коли Раунд «Кеннеді» завершився під керівництвом президента Річарда Ніксона, який знизив тарифи США до мінімального рівня, орієнтація Нового курсу на взаємність і субсидії припинилася, що просунуло Сполучені Штати далі в напрямку вільного ринку та відійшло від економічної система Американської школи.